# Skrevkläde
Skrevkläde är ett primitivt klädesplagg av ett stycke tyg eller skinn som hålls på plats mellan benen av en snodd kring höfterna och skyddar könsorganen. Dess världsvida förekomst kan delvis bero på missionärernas sedlighetsnit.
Under forntiden var skrevkläden underkläder som alternativ till höftskynken.